# Paul Tillich
Paul Johannes Tillich (20 de agosto de 1886 - 22 de octubre de 1965) fue un existencialista cristiano germano-estadounidense y teólogo luterano protestante que es ampliamente considerado como uno de los teólogos más influyentes del siglo XX. Tillich enseñó en varias universidades en Alemania antes de emigrar a los Estados Unidos en 1933, donde enseñó en el Seminario Teológico de la Unión, Harvard Divinity School, y la Universidad de Chicago.
Entre el público en general, Tillich es más conocido por sus obras The Courage to Be (1952) y Dynamics of Faith (1957), que introdujo temas de teología y cultura a un público general. En teología académica, es más conocido por su importante obra de tres volúmenes Teología sistemática (1951-1963), en la que desarrolló su "método de correlación", un enfoque que explora los símbolos de la revelación cristiana como respuestas a los problemas de la existencia humana planteados por el análisis existencial contemporáneo. A diferencia de las principales interpretaciones del existencialismo que enfatizaban la prioridad de la existencia sobre la esencia, Tillich consideraba el existencialismo "posible solo como un elemento en un todo más grande, como un elemento en una visión de la estructura del ser en su bondad creada, y luego como una descripción de la existencia del hombre dentro de ese marco”.
La integración única de Tillich del esencialismo y el existencialismo, así como su compromiso sostenido con la ontología en la Teología sistemática y otras obras, ha atraído la erudición de una variedad de pensadores influyentes, incluido Karl Barth , Reinhold Niebuhr, H. Richard Niebuhr, George Lindbeck, Erich Przywara, Langdon Gilkey, James Luther Adams, Avery Cardinal Dulles, Dietrich Bonhoeffer, Sallie McFague, Richard John Neuhaus, David Novak, John D. Caputo, Thomas Merton, Robert W. Jenson, Thomas F. O'Meara, Fred Buechner y Martin Luther King Jr. Según H. Richard Niebuhr, la lectura de Teología Sistemática puede ser un gran viaje de descubrimiento hacia una visión y comprensión rica y profunda, e inclusiva y, sin embargo, elaborada, de la vida humana en la presencia del misterio de Dios". John Herman Randall Jr. elogió la "Teología Sistemática" como "sin lugar a dudas la teología filosófica más rica, más sugerente y más desafiante que ha producido nuestro día".
Además del trabajo de Tillich en teología, también fue autor de muchos trabajos en ética, filosofía de la historia y religión comparada. El trabajo de Tillich continúa siendo estudiado y discutido en todo el mundo, y la Sociedad Paul Tillich de América del Norte, Deutsche Paul-Tillich-Gesellschaft y l'Association Paul Tillich d'expression française organizan regularmente conferencias y seminarios internacionales sobre su pensamiento y sus posibilidades.

## Biografía
Tillich nació el 20 de agosto de 1886, en el pequeño pueblo de Starzeddel (Starosiedle), Provincia de Brandeburgo, que era entonces parte de Alemania. Era el mayor de tres hijos, con dos hermanas: Johanna (nacida en 1888, fallecida en 1920) y Elisabeth (nacida en 1893). El padre de Prusia de Tillich, Johannes Tillich, era un pastor luterano conservador de las provincias más antiguas de la Iglesia Estatal Evangélica de Prusia; su madre Mathilde Dürselen era de Renania y más liberal.
Cuando Tillich tenía cuatro años, su padre se convirtió en superintendente de una diócesis en Bad Schönfliess (ahora Trzcińsko-Zdrój, Polonia), una ciudad de tres mil habitantes, donde Tillich comenzó escuela primaria (Elementarschule). En 1898, Tillich fue enviado a Königsberg in der Neumark (ahora Chojna, Polonia) para comenzar su educación en gymnasium. Fue alojado en una pensión y experimentó una soledad que buscó superar leyendo la Biblia mientras se encontraba con ideas humanistas en la escuela.
En 1900, el padre de Tillich fue transferido a Berlín, lo que provocó que Tillich cambiara en 1901 a una escuela de Berlín, de la que se graduó en 1904. Sin embargo, antes de graduarse, su madre murió de cáncer en septiembre de 1903 cuando Tillich tenía 17 años. Tillich asistió a varias universidades: la Universidad de Berlín a partir de 1904, la Universidad de Tübingen en 1905 y la Universidad de Halle-Wittenberg de 1905 a 1907. Recibió su Doctorado en Filosofía en la Universidad de Breslau en 1911 y su Licenciatura en Teología en Halle-Wittenberg en 1912.
Durante su tiempo en la universidad, se convirtió en miembro de la Wingolf fraternidad cristiana en Berlín, Tübingen y Halle.
Ese mismo año, 1912, Tillich fue ordenado ministro luterano en la provincia de Brandeburgo. El 28 de septiembre de 1914 se casó con Margarethe ("Grethi") Wever (1888–1968), y en octubre se unió al Ejército Imperial Alemán como capellán durante la Primera Guerra Mundial. Grethi abandonó a Tillich en 1919 después de una aventura que tuvo un hijo que no fue padre de Tillich; los dos luego se divorciaron. Durante la guerra, Tillich sirvió como capellán en las trincheras, enterrando a su amigo más cercano ya numerosos soldados en el lodo de Francia. Fue hospitalizado tres veces por trauma de combate y recibió la Cruz de Hierro por su valentía bajo fuego. Volvió a casa de la guerra destrozado. La carrera académica de Tillich comenzó después de la guerra; se convirtió en Privatdozent de Teología en la Universidad de Berlín, cargo que ocupó de 1919 a 1924. A su regreso de la guerra, conoció a Hannah Werner-Gottschow, entonces casada y embarazada. En marzo de 1924 se casaron; era el segundo matrimonio para ambos. Más tarde escribió un libro titulado "De vez en cuando" sobre su vida en común, que incluía su compromiso con el matrimonio abierto, lo que molestó a algunos; a pesar de esto, permanecieron juntos hasta la vejez.
De 1924 a 1925, Tillich se desempeñó como profesor de teología en la Universidad de Marburgo, donde comenzó a desarrollar su teología sistemática, enseñando un curso sobre ella durante el último de sus tres mandatos. Mientras estaba en Marburg, Tillich conoció y desarrolló una relación con Martin Heidegger. Desde 1925 hasta 1929, Tillich fue profesor de teología en la Universidad Tecnológica de Dresde y en la Universidad de Leipzig. Ocupó el mismo cargo en la Universidad de Frankfurt de 1929 a 1933. Paul Tillich estaba en conversación con Erich Przywara.
Mientras estaba en la Universidad de Frankfurt, Tillich viajó por toda Alemania dando conferencias públicas y discursos que lo pusieron en conflicto con el movimiento nazi. Cuando Adolf Hitler se convirtió en canciller alemán en 1933, Tillich fue despedido de su cargo. Reinhold Niebuhr visitó Alemania en el verano de 1933 y, ya impresionado con los escritos de Tillich, contactó a Tillich al enterarse de su despido. Niebuhr instó a Tillich a unirse a la facultad del Seminario Teológico Unión de la Ciudad de Nueva York; Tillich aceptó.
A la edad de 47 años, Tillich se mudó con su familia a los Estados Unidos. Esto significó aprender inglés, el idioma en el que a veces publicaría obras como la Teología Sistemática. Desde 1933 hasta 1955 enseñó en el Union Theological Seminary en Nueva York, donde comenzó como profesor visitante de Filosofía de la religión. Entre 1933 y 1934 también fue profesor invitado de filosofía en la Universidad de Columbia.

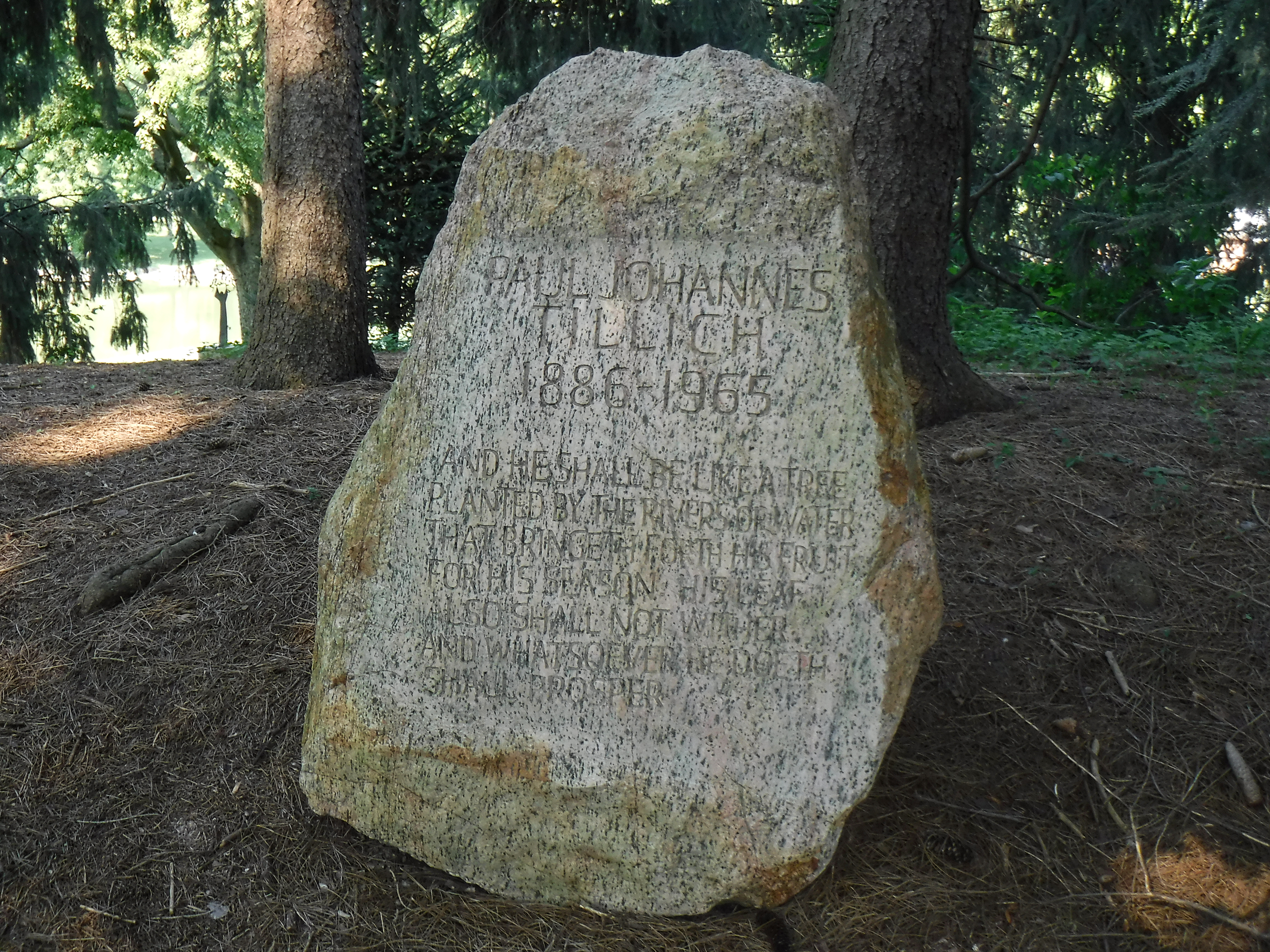
Lápida de Tillich en Paul Tillich Park, New Harmony, Indiana

Tillich adquirió la tenencia en el Seminario Teológico de la Unión en 1937, y en 1940 fue ascendido a Profesor de Teología Filosófica y se convirtió en ciudadano estadounidense.
En Union, Tillich ganó su reputación, publicando una serie de libros que esbozaron su síntesis particular de la teología cristiana protestante y la filosofía existencial. Publicó On the Boundary en 1936; La era protestante, una colección de sus ensayos, en 1948; y The Shaking of the Foundations, el primero de tres volúmenes de sus sermones, también en 1948. Sus colecciones de sermones le dieron una audiencia más amplia de la que había experimentado hasta ahora.
Sin embargo, los logros más anunciados de Tillich fueron la publicación en 1951 del volumen uno de Teología sistemática (University of Chicago Press) y la publicación en 1952 de The Courage to Be (Yale University Press). El primer volumen de la teología sistemática examina las tensiones internas en la estructura de la razón y el ser, principalmente a través de un estudio de ontología. Estas tensiones, sostiene Tillich, muestran que la búsqueda de la revelación está implícita en la razón finita, y que la búsqueda del fundamento del ser está implícita en el ser finito. La publicación de Teología Sistemática, vol. 1 trajo el reconocimiento académico internacional de Tillich, lo que provocó una invitación para dar las prestigiosas Gifford Lectures en 1953-1954 en la Universidad de Aberdeen. The Courage to Be, que examina las ansiedades ónticas, morales y espirituales a lo largo de la historia y en la modernidad, se basó en la cátedra Dwight H. Terry de Tillich de 1950 y llegó a un amplio número de lectores en general.
Estos trabajos lo llevaron a un nombramiento en la Harvard Divinity School en 1955, donde fue profesor universitario, entre los cinco profesores de más alto rango en Harvard. Fue principalmente profesor de estudiantes universitarios, porque Harvard no tenía un departamento de religión para ellos, pero por lo tanto estaba más expuesto a la universidad en general y "encarnaba más plenamente el ideal de un profesor universitario". En 1959, Tillich apareció en la portada de la revista Time.
En 1961, Tillich se convirtió en uno de los miembros fundadores de la Sociedad para las Artes, la Religión y la Cultura Contemporánea, una organización con la que mantuvo vínculos por el resto de su vida.  Durante este período, publicó el volumen dos de Teología sistemática, así como el popular libro Dinámica de la fe, ambos en 1957. La carrera de Tillich en Harvard duró hasta 1962, cuando fue nombrado profesor John Nuveen de Teología en la Universidad de Chicago. Permaneció en Chicago hasta su muerte en 1965.
El volumen tres de la Teología sistemática de Tillich se publicó en 1963. En 1964, Tillich se convirtió en el primer teólogo en ser honrado en la Biblioteca de teología viva de Kegley y Bretall: "El adjetivo grande, en nuestra opinión, se puede aplicar a muy pocos pensadores de nuestro tiempo, pero Tillich, estamos lejos de ser los únicos en creer, se encuentra incuestionablemente entre estos pocos". Una evaluación crítica ampliamente citada de su importancia fue el comentario de Georgia Harkness : "Lo que  Whitehead fue para la filosofía estadounidense, Tillich ha sido para la teología estadounidense".
Tillich murió el 22 de octubre de 1965, diez días después de sufrir un infarto. En 1966, sus cenizas fueron enterradas en Paul Tillich Park en New Harmony, Indiana. La inscripción de su lápida dice: "Y será como un árbol plantado junto a corrientes de agua, que da su fruto en su tiempo, su hoja tampoco cae. Y todo lo que hace prosperará". (Salmo 1:3)

## Filosofía y teología

### Ser
Tillich utilizó el concepto de ser (Sein) a lo largo de su obra filosófica y teológica. Parte de su trabajo se relaciona con la ontología fundamental de Martin Heidegger.
Pues el "ser" sigue siendo el contenido, el misterio y la eterna "aporía" del pensar. Ninguna teología puede suprimir la noción del ser como potencia del ser. Uno no puede separarlos. En el momento en que se dice que Dios es o que tiene ser, surge la pregunta de cómo se entiende su relación con el ser. La única respuesta posible parece ser que Dios es el ser mismo, en el sentido del poder del ser o el poder de conquistar el no ser.
El análisis preliminar de Tillich del ser asciende desde la pregunta ontológica del sujeto humano ("¿Qué es el ser mismo?"), hasta las categorías más altas de la metafísica. Distingue entre cuatro niveles de análisis ontológico: mundo propio; dinámica y forma, libertad y destino, e individualización y participación; ser esencial y ser existencial; y tiempo, espacio, causalidad, y sustancia.
Ser juega un papel clave a lo largo de la "Teología Sistemática" de Tillich. En la apertura del segundo volumen, Tillich escribe: 
Cuando se inicia una doctrina de Dios definiendo a Dios como el ser mismo, el concepto filosófico del ser se introduce en la teología sistemática...
Aparece en el sistema actual en tres lugares: en la doctrina de Dios, donde Dios es llamado el ser como ser o la base y el poder de ser; en la doctrina del hombre, donde se lleva a cabo la distinción entre el ser esencial del hombre y su ser existencial; y finalmente, en la doctrina del Cristo, donde se le llama manifestación del Nuevo Ser, cuya actualización es obra del Espíritu divino.

### Dios como fundamento del ser

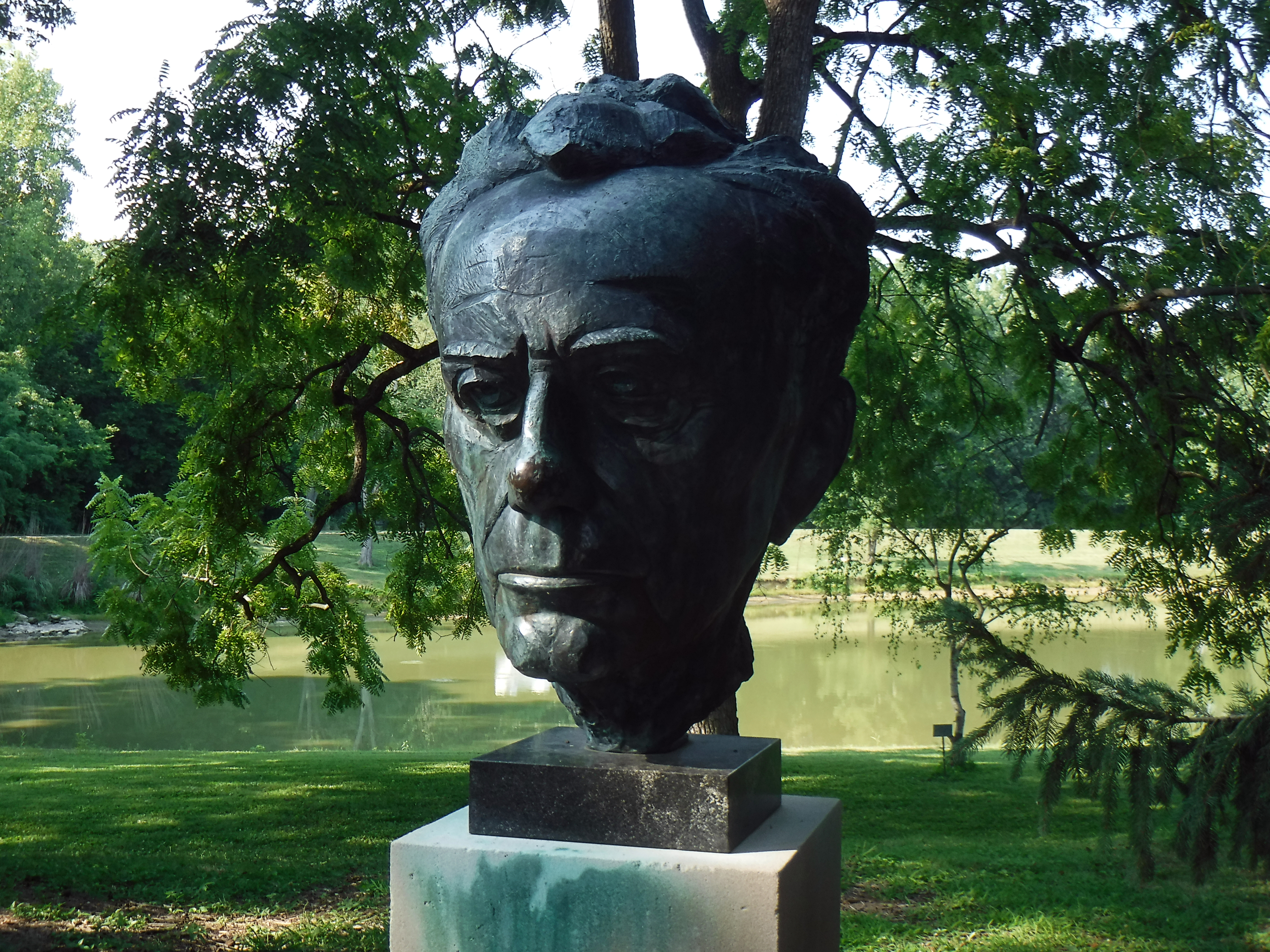
Busto de Tillich por James Rosati en New Harmony, Indiana

A lo largo de la mayor parte de su trabajo, Tillich proporciona una visión ontológica de Dios como el ser en sí mismo, la base del ser y el poder del ser, uno en el que Dios está más allá de la esencia y la existencia. Criticó las concepciones de Dios como un ser (por ejemplo, el ser supremo), así como las concepciones panteístas de Dios como esencia universal. La teología filosófica medieval tradicional en el trabajo de figuras como San Anselmo, Duns Scotus y Guillermo de Ockham tendía a entender a Dios como el ser existente más alto, a los que se pueden atribuir predicados tales como omnipotencia, omnisciencia, omnipresencia, bondad, justicia, santidad, etc. Los argumentos a favor y en contra de la existencia de Dios presuponen tal comprensión de Dios. Tillich es crítico con este modo de discurso, al que se refiere como "teísmo teológico", y argumenta que si Dios es un ser, incluso si es el ser más alto, Dios no puede llamarse propiamente la fuente de todo ser. Además, con respecto a la existencia y la esencia de Dios, Tillich muestra cómo las dificultades acosan al intento de Tomás de Aquino de "mantener la verdad de que Dios está más allá de la esencia y la existencia al mismo tiempo que defiende la existencia de Dios".
Aunque Tillich critica los argumentos proposicionales a favor de la existencia de Dios tal como se encuentran en la teología natural, ya que los considera objetivando a Dios, sin embargo, afirma la realidad de Dios como la base del ser. Una línea de pensamiento similar se encuentra en el trabajo de Eric Voegelin. El concepto de Dios de Tillich se puede extraer de su análisis del ser. En el análisis del ser de Tillich, todo el ser experimenta la amenaza del no ser. Sin embargo, siguiendo a Heidegger, Tillich afirma que sólo los seres humanos pueden plantear la cuestión del ser y, por lo tanto, del ser mismo. Esto se debe a que, sostiene, "la autotrascendencia infinita de los seres humanos es una expresión de [su] pertenencia a lo que está más allá del no ser, es decir, al ser en sí mismo... El ser en sí mismo se manifiesta al ser finito en el infinito". impulso de lo finito más allá de sí mismo".
Tillich aborda cuestiones tanto ontológicas como personalistas sobre Dios. Un tema trata sobre si es apropiado el lenguaje personal sobre la naturaleza de Dios y la relación de la humanidad con Dios, y de qué manera. A diferencia del "teísmo teológico", Tillich se refiere a otro tipo de teísmo como el del "encuentro divino-humano". Tal es el teísmo del encuentro con el "Totalmente Otro" ("Das ganz Andere"), como en la obra de Karl Barth y Rudolf Otto. Implica un personalismo con respecto a la autorrevelación de Dios. Tillich tiene bastante claro que esto es apropiado y necesario, ya que es la base del personalismo de la religión bíblica en su conjunto y del concepto de la "Palabra de Dios", pero puede ser falsificado si el teólogo trata de convertir tales encuentros con Dios como el Totalmente Otro en una comprensión de Dios como un ser. In other words, God is both personal and transpersonal.
La visión ontológica de Dios de Tillich tiene precedentes en la teología cristiana. Además de las afinidades con el concepto de Dios como el ser mismo en el teísmo clásico, comparte similitudes con las concepciones helenísticas y patrísticas de Dios como la "fuente no originaria" (agennetos) de todo ser. Este punto de vista fue defendido en particular por Orígenes, uno de los primeros teólogos cuyo pensamiento influyó en el de Tillich. Sus puntos de vista, a su vez, tenían precedentes precristianos en el platonismo medio. Aparte de las influencias clásicas y cristianas en el concepto de Dios de Tillich, hay un dinamismo en la noción de Tillich del "Dios viviente", que refleja cierta influencia de Spinoza.
Tillich combina su concepción ontológica de Dios con una comprensión en gran medida existencial y fenomenológica de la fe en Dios, y señala que Dios es "la respuesta a la pregunta implícita en la finitud del hombre... el nombre de lo que concierne al hombre en última instancia". Esto se manifiesta notablemente en su comprensión de la fe como preocupación última. Siguiendo su análisis existencial, Tillich argumenta además que el teísmo teológico no solo es lógicamente problemático, sino que es incapaz de hablar sobre la situación de duda radical y desesperación sobre el significado de la vida. Este tema, dijo, era una preocupación primordial en la era moderna, a diferencia de la ansiedad sobre el destino, la culpa, la muerte y la condena. Esto se debe a que el estado de finitud implica por necesidad angustia, y es nuestra finitud como seres humanos, nuestro ser mezcla de ser y no ser, lo que está en la base última de la angustia. Si Dios no es el fundamento del ser, entonces Dios no puede dar una respuesta a la cuestión de la finitud; Dios también sería finito en algún sentido. El término "Dios sobre Dios", entonces, significa indicar el Dios que aparece, que es el fundamento del ser, cuando el "Dios" del teísmo teológico ha desaparecido en la ansiedad de la duda. Si bien por un lado este Dios va más allá del Dios del teísmo como suele definirse, encuentra expresión en muchos símbolos religiosos de la fe cristiana, particularmente en el de Cristo crucificado. Por lo tanto, existe la posibilidad, dice Tillich, de que se puedan recuperar símbolos religiosos que, de otro modo, la sociedad contemporánea habría vuelto ineficaces.
Tillich argumenta que el Dios del teísmo teológico está en la raíz de muchas revueltas contra el teísmo y la fe religiosa en el período moderno. Tillich afirma, con simpatía, que el Dios del teísmo teológico me priva de mi subjetividad porque es todopoderoso y omnisciente. Me rebelo y hago de "él" un objeto, pero la rebelión fracasa y se vuelve desesperada. Dios aparece como el tirano invencible, el ser frente al cual todos los demás seres carecen de libertad y subjetividad. Se le equipara a los tiranos recientes que con la ayuda del terror tratan de transformar todo en un mero objeto, una cosa entre las cosas, un engranaje en una máquina que ellos controlan. Se convierte en el modelo de todo aquello contra lo que se rebeló el existencialismo. Este es el Dios que Nietzsche dijo que había que matar porque nadie puede tolerar ser convertido en un mero objeto de conocimiento absoluto y control absoluto. Esta es la raíz más profunda del ateísmo. Es un ateísmo que se justifica como reacción contra el teísmo teológico y sus perturbadoras implicaciones.
Otra razón por la que Tillich criticó el teísmo teológico fue porque colocó a Dios en la dicotomía sujeto-objeto. La dicotomía sujeto-objeto es la distinción básica hecha en epistemología. Epistemológicamente, Dios no puede convertirse en un objeto, es decir, un objeto del sujeto cognoscente. Tillich trata esta cuestión bajo la rúbrica de la relacionalidad de Dios. La pregunta es "si hay relaciones externas entre Dios y la criatura". Tradicionalmente, la teología cristiana siempre ha entendido que la doctrina de la creación significa precisamente esta relacionalidad externa entre Dios, el Creador y la criatura como realidades separadas y no idénticas. Tillich nos recuerda el punto, que se puede encontrar en Lutero, de que "no hay lugar al que el hombre pueda retirarse del tú divino, porque incluye el ego y está más cerca del ego que el ego de sí mismo".
Tillich va más allá al decir que el deseo de atraer a Dios a la dicotomía sujeto-objeto es un "insulto" a la santidad divina. Del mismo modo, si Dios fuera convertido en sujeto y no en objeto de conocimiento (El Sujeto Último), entonces el resto de las entidades existentes quedan entonces sujetas al conocimiento y escrutinio absoluto de Dios, y el ser humano es "reificado" o hecho un mero objeto. Privaría a la persona de su propia subjetividad y creatividad. Según Tillich, el teísmo teológico ha provocado las rebeliones que se encuentran en el ateísmo y el existencialismo, aunque otros factores sociales como la revolución industrial también han contribuido a la "reificación" del ser humano. El hombre moderno ya no podía tolerar la idea de ser un "objeto" completamente sometido al conocimiento absoluto de Dios. Tillich argumentó, como se mencionó, que el teísmo teológico es "mala teología".
El Dios del teísmo teológico es un ser al lado de los demás y como tal parte de toda la realidad. Ciertamente se le considera su parte más importante, pero como parte y por tanto como sujeto a la estructura del todo. Se supone que está más allá de los elementos y categorías ontológicos que constituyen la realidad. Pero cada declaración lo sujeta a ellos. Se le ve como un yo que tiene un mundo, como un ego que se relaciona con un pensamiento, como una causa que está separada de su efecto, como si tuviera un espacio definido y un tiempo sin fin. Es un ser, no el ser mismo.
Alternativamente, Tillich presenta la visión ontológica antes mencionada de Dios como Ser-En-Sí Mismo, fundamento del ser, Poder del Ser, y ocasionalmente como Abismo o el "Ser Abismal" de Dios. Lo que diferencia la visión ontológica de Dios de Tillich del teísmo teológico es que lo trasciende al ser el fundamento o la realidad última que "precede" a todos los seres. Así como Ser para Heidegger es ontológicamente anterior a la concepción, Tillich considera que Dios está más allá del ser. Dios no es una entidad sobrenatural entre otras entidades. En cambio, Dios es el terreno inagotable que potencia la existencia de los seres. No podemos percibir a Dios como un objeto relacionado con un sujeto porque Dios "precede" a la dicotomía sujeto-objeto.
Así, Tillich descarta un biblicismo literalista. Sin embargo, en lugar de rechazar la noción de Dios personal, Tillich lo ve como un símbolo que apunta directamente al Fundamento del Ser. Dado que el Fundamento del Ser precede ontológicamente a la razón, no puede ser comprendido ya que la comprensión presupone la dicotomía sujeto-objeto. Tillich no estuvo de acuerdo con las declaraciones filosóficas y religiosas literales que se pueden hacer sobre Dios. Tales declaraciones literales intentan definir a Dios y conducen no solo al antropomorfismo sino también a un error filosófico del que Immanuel Kant advirtió, que poner límites a lo trascendente conduce inevitablemente a contradicciones. Cualquier declaración acerca de Dios es simplemente simbólica, pero estos símbolos son sagrados en el sentido de que funcionan para participar o apuntar a la Base del Ser.
Tillich también elaboró más la tesis del Dios por encima del Dios del teísmo en su Teología Sistemática.
... (el Dios por encima del Dios del teísmo) Esto ha sido malinterpretado como una declaración dogmática de carácter panteísta o místico. En primer lugar, no es una declaración dogmática, sino apologética. Toma en serio la duda radical experimentada por muchas personas. Le da a uno el valor de la autoafirmación incluso en el estado extremo de duda radical. 
... En tal estado desaparece el Dios del lenguaje tanto religioso como teológico. Pero algo queda, a saber, la gravedad de esa duda en la que se afirma el sentido dentro del sinsentido. La fuente de esta afirmación del sentido dentro del sinsentido, de la certeza dentro de la duda, no es el Dios del teísmo tradicional sino el "Dios sobre Dios", el poder del ser, que actúa a través de aquellos que no tienen nombre para ello, ni siquiera el nombre. Dios. 
... Esta es la respuesta a quien pide un mensaje en la nada de su situación y al final de su valentía de ser. Pero un punto tan extremo no es un espacio con el que se pueda convivir. La dialéctica de una situación límite es un criterio de verdad pero no la base sobre la cual se puede construir toda una estructura de verdad.

### Método de correlación
La clave para entender la teología de Tillich es lo que él llama el "método de correlación". Es un enfoque que correlaciona las ideas de la revelación cristiana con las cuestiones planteadas por el existencialismo, los análisis psicológicos y filosóficos.
Tillich afirma en la introducción a la Teología Sistemática:
La teología formula las preguntas implícitas en la existencia humana, y la teología formula las respuestas implícitas en la automanifestación divina bajo la guía de las preguntas implícitas en la existencia humana. Este es un círculo que conduce al hombre a un punto donde la pregunta y la respuesta no están separadas. Este punto, sin embargo, no es un momento en el tiempo.
El mensaje cristiano proporciona las respuestas a las preguntas implícitas en la existencia humana. Estas respuestas están contenidas en los acontecimientos reveladores en los que se basa el cristianismo y son tomadas por la teología sistemática de las fuentes, a través del medio, bajo la norma. Su contenido no puede derivarse de preguntas que provendrían de un análisis de la existencia humana. Se les 'habla' a la existencia humana desde más allá de ella, en cierto sentido. De lo contrario, no serían respuestas, pues la pregunta es la existencia humana misma.
Para Tillich, las cuestiones existenciales de la existencia humana están asociadas al campo de la filosofía y, más concretamente, a la ontología (el estudio del ser). Esto se debe a que, según Tillich, una búsqueda filosófica de por vida revela que la cuestión central de toda investigación filosófica siempre vuelve a la cuestión del ser, o qué significa ser, y, en consecuencia, qué significa ser un ser humano finito. ser dentro del ser.  Para ser correlacionadas con preguntas existenciales están las respuestas teológicas, ellas mismas derivadas de la revelación cristiana. La tarea del filósofo consiste principalmente en desarrollar las preguntas, mientras que la tarea del teólogo implica principalmente desarrollar las respuestas a estas preguntas. Sin embargo, debe recordarse que las dos tareas se superponen y se incluyen entre sí: el teólogo debe ser algo así como un filósofo y viceversa, ya que la noción de fe de Tillich como "preocupación última" requiere que la respuesta teológica se correlacione con, sea compatible con, y en respuesta a la pregunta ontológica general que debe desarrollarse independientemente de las respuestas.  Así, de un lado de la correlación está el análisis ontológico de la situación humana, mientras que del otro está la presentación del mensaje cristiano como respuesta a este dilema existencial. Para Tillich, ninguna formulación de la pregunta puede contradecir la respuesta teológica. Esto se debe a que el mensaje cristiano afirma, a priori, que el logos "que se hizo carne" es también el logos universal de los griegos.
Además de la íntima relación entre filosofía y teología, otro aspecto importante del método de correlación es la distinción de Tillich entre forma y contenido en las respuestas teológicas. Mientras que la naturaleza de la revelación determina el contenido real de las respuestas teológicas, el carácter de las preguntas determina la forma de estas respuestas. Esto se debe a que, para Tillich, la teología debe ser una teología de respuesta, o teología apologética. Dios es llamado el "fundamento del ser" en parte porque Dios es la respuesta a la amenaza ontológica del no ser, y esta caracterización de la respuesta teológica en términos filosóficos significa que la respuesta ha sido condicionada (en la medida en que se considera su forma) por la pregunta.  A lo largo de la Teología Sistemática, Tillich tiene cuidado de mantener esta distinción entre forma y contenido sin permitir que uno sea inadvertidamente condicionado por el otro. Muchas críticas a la metodología de Tillich giran en torno a esta cuestión de si realmente se mantiene la integridad del mensaje cristiano cuando su forma está condicionada por la filosofía.
La respuesta teológica también está determinada por las fuentes de la teología, nuestra experiencia y la norma de la teología. Aunque la forma de las respuestas teológicas está determinada por el carácter de la pregunta, estas respuestas (que "están contenidas en los eventos reveladores en los que se basa el cristianismo") también son "tomadas por la teología sistemática de las fuentes, a través del medio, bajo la norma."  Hay tres fuentes principales de teología sistemática: la Biblia, la historia de la Iglesia y la historia de la religión y la cultura. La experiencia no es una fuente sino un medio a través del cual hablan las fuentes. Y la norma de la teología es aquella por la cual tanto las fuentes como la experiencia son juzgadas con respecto al contenido de la fe cristiana.  Así, tenemos los siguientes como elementos del método y estructura de la teología sistemática:
- Fuentes de la teología[56]
  - Biblia[57]
  - historia de la iglesia
  - Historia de la religión y la cultura.
- Medio de las fuentes
  - Experiencia colectiva de la Iglesia
- Norma de teología (determina uso de fuentes)
  - Contenido del cual es el mensaje bíblico mismo, por ejemplo:
    - Justificación por la fe
    - Nuevo Ser en Jesús como el Cristo
    - El principio protestante
    - El criterio de la cruz

Como explica McKelway, las fuentes de la teología contribuyen a la formación de la norma, que luego se convierte en el criterio a través del cual se juzgan las fuentes y la experiencia.  La relación es circular, ya que es la situación actual la que condiciona la norma en la interacción entre iglesia y mensaje bíblico. La norma entonces está sujeta a cambios, pero Tillich insiste en que su contenido básico sigue siendo el mismo: el del mensaje bíblico.  Es tentador confundir la revelación con la norma, pero debemos tener en cuenta que la revelación (ya sea original o dependiente) no es un elemento de la estructura de la teología sistemática per se, sino un evento.  Para Tillich, la norma actual es el "Nuevo Ser en Jesús como el Cristo como nuestra preocupación última".  Esto se debe a que la cuestión actual es de extrañamiento, y la superación de este extrañamiento es lo que Tillich llama el "Nuevo Ser". Pero como el cristianismo responde a la cuestión del extrañamiento con "Jesús como el Cristo", la norma nos dice que encontramos el Nuevo Ser en Jesús como el Cristo.
También está la cuestión de la validez del método de correlación. Ciertamente, uno podría rechazar el método sobre la base de que no hay una razón "a priori" para su adopción. Pero Tillich afirma que el método de cualquier teología y su sistema son interdependientes. Es decir, no se puede adoptar un enfoque metodológico absoluto porque el sistema y los objetos de la teología determinan continuamente el método.

### Vida y Espíritu
Esta es la cuarta parte de la Teología Sistemática de Tillich. En esta parte, Tillich habla de la vida y del Espíritu divino.
La vida sigue siendo ambigua mientras haya vida. La cuestión implícita en las ambigüedades de la vida deriva en una nueva cuestión, a saber, la de la dirección en que se mueve la vida. Esta es la cuestión de la historia. Hablando sistemáticamente, la historia, caracterizada como está por su dirección hacia el futuro, es la cualidad dinámica de la vida. Por lo tanto, el "enigma de la historia" es una parte del problema de la vida.

### Fe absoluta
Tillich afirmó que el coraje de tomar la falta de sentido en uno mismo presupone una relación con la base del ser: la fe absoluta. A la fe absoluta puede trascender la idea teísta de Dios, y tiene tres elementos.
...El primer elemento es la experiencia del poder del ser que está presente incluso ante la manifestación más radical del no ser. Si se dice que en esta experiencia la vitalidad resiste a la desesperación, hay que añadir que la vitalidad en el hombre es proporcional a la intencionalidad.
La vitalidad que puede soportar el abismo de la falta de sentido es consciente de un significado oculto dentro de la destrucción del significado.
El segundo elemento de la fe absoluta es la dependencia de la experiencia del no ser de la experiencia del ser y la dependencia de la experiencia del sinsentido de la experiencia del sentido. Incluso en el estado de desesperación uno tiene suficiente ser para hacer posible la desesperación. 
Hay un tercer elemento en la fe absoluta, la aceptación de ser aceptado. Por supuesto, en el estado de desesperación no hay nadie ni nada que acepte. Pero existe el poder de la aceptación misma que se experimenta. La falta de sentido, siempre que se experimente, incluye una experiencia del "poder de aceptación". Aceptar conscientemente este poder de aceptación es la respuesta religiosa de la fe absoluta, de una fe privada por la duda de todo contenido concreto, que sin embargo es fe y fuente de la manifestación más paradójica del valor de ser.

### La fe como máxima preocupación
Según la Enciclopedia de Filosofía de Stanford, Tillich cree que la esencia de las actitudes religiosas es lo que él llama "preocupación última". Separado de todas las realidades profanas y ordinarias, el objeto de la preocupación se entiende como sagrado, numinoso o santo. La percepción de su realidad se siente tan abrumadora y valiosa que todo lo demás parece insignificante, y por esta razón requiere una entrega total.  En 1957, Tillich definió su concepción de la fe de forma más explícita en su obra "Dinámica de la fe".
El hombre, como todo ser vivo, se preocupa por muchas cosas, sobre todo por aquellas que condicionan su propia existencia... Si [una situación o preocupación] reclama ultimidad exige la entrega total de quien acepta esta pretensión... exige que todas las demás preocupaciones... sean sacrificadas.
Tillich refinó aún más su concepción de la fe al afirmar que "la fe como preocupación última es un acto de la personalidad total. Es el acto más centrado de la mente humana ... participa en la dinámica de la vida personal".
Podría decirse que un componente central del concepto de fe de Tillich es su noción de que la fe es "extática". Es decir:
Trasciende tanto los impulsos de la inconsciencia no racional como las estructuras de la conciencia racional... el carácter extático de la fe no excluye su carácter racional aunque no sea idéntico a él, e incluye los esfuerzos no racionales sin ser idéntico a ellos. 'Éxtasis' significa 'estar fuera de uno mismo' -sin dejar de ser uno mismo- con todos los elementos que se unen en el centro personal.
En definitiva, para Tillich la fe no se opone a elementos racionales o irracionales (razón y emoción respectivamente), como pretenden algunos filósofos. Más bien, los "trasciende" en una pasión extática por lo último.
También debe notarse que Tillich no excluye ateos en su exposición de fe. Todos tienen una preocupación última, y esta preocupación puede ser en un acto de fe, "incluso si el acto de fe incluye la negación de Dios. Donde hay una preocupación última, Dios puede ser negado solo en el nombre de Dios".

### La ontología del coraje de Tillich
En la obra de Paul Tillich The Courage to Be, define el valor como la autoafirmación del propio ser a pesar de la amenaza del no ser. Relaciona el coraje con la ansiedad, siendo la ansiedad la amenaza del no ser y el coraje de ser lo que usamos para combatir esa amenaza. Para Tillich, describe tres tipos de ansiedad y, por lo tanto, tres formas de mostrar el coraje de ser.
1) La angustia del destino y la muerte
una. La Ansiedad del Destino y la Muerte es la forma más básica y universal de ansiedad para Tillich. Se relaciona simplemente con el reconocimiento de nuestra mortalidad. Esto nos preocupa a los humanos. Nos ponemos ansiosos cuando no estamos seguros de si nuestras acciones crean una condenación causal que conduce a una muerte muy real e inevitable (42-44). “El no ser amenaza la autoafirmación óntica del hombre, relativamente en términos de destino, absolutamente en términos de muerte” (41).
b. Mostramos coraje cuando dejamos de depender de los demás para que nos digan lo que sucederá con nosotros (lo que sucederá cuando muramos, etc.) y comenzamos a buscar esas respuestas por nosotros mismos. Llamado el "valor de la confianza" (162-63).
2) La Ansiedad de la Culpa y la Condena
una. Esta angustia aqueja nuestra autoafirmación moral. Nosotros, como humanos, somos responsables de nuestro ser moral, y cuando nuestro juez (sea quien sea) nos pregunte qué hemos hecho de nosotros mismos, debemos responder. La angustia se produce cuando nos damos cuenta de que nuestro ser es insatisfactorio. "[El no ser] amenaza la autoafirmación moral del hombre, relativamente en términos de culpa, absolutamente en términos de condena" (41).
b. Mostramos coraje cuando identificamos por primera vez nuestro pecado; desesperación o lo que sea que nos esté causando culpa o condenación aflictiva. Entonces confiamos en la idea de que somos aceptados a pesar de todo. “El coraje de ser es el coraje de aceptarse como aceptado a pesar de ser inaceptable” (164).
3) La ansiedad de la falta de sentido y el vacío
una. La Ansiedad del Sinsentido y el Vacío ataca nuestro ser como un todo. Nos preocupamos por la pérdida de una preocupación u objetivo final. Esta ansiedad también es provocada por una pérdida de espiritualidad. Nosotros, como seres, sentimos la amenaza del no ser cuando sentimos que no tenemos lugar ni propósito en el mundo. "[El no ser] amenaza la autoafirmación espiritual del hombre, relativamente en términos de vacío, absolutamente en términos de sinsentido" (41).
b. Mostramos el coraje de ser frente a esta ansiedad demostrando fe verdadera y, nuevamente, autoafirmándonos. Nos basamos en el "poder del ser" que es Dios para Tillich y usamos esa fe para, a su vez, afirmarnos y negar el no ser. Podemos encontrar nuestro significado y propósito a través del "poder de ser" (172-73).
Tillich escribe que la fuente última del coraje de ser es el "Dios por encima de Dios", que trasciende la idea teísta de Dios y es el contenido de la fe absoluta (definida como "la aceptación de la aceptación sin alguien o algo que acepte"). (185).

## Puntos de vista políticos
Tillich abrazó la política socialista y se involucró en los círculos socialista religioso después de la Primera Guerra Mundial. Él coescribió un panfleto en 1919 que defendía que los líderes cristianos con inclinaciones socialistas deberían "entrar en el socialismo". movimiento a fin de allanar el camino para una futura unión del cristianismo y el orden social socialista". La Fraternidad de Cristianos Socialistas fue organizada a principios de la década de 1930 por Reinhold Niebuhr y otros con puntos de vista similares.
Más tarde cambió su nombre a Frontier Fellowship y luego a Christian Action.
Los principales partidarios de la Fraternidad en los primeros días incluyeron a Tillich, Eduard Heimann, Sherwood Eddy y Rose Terlin.
En sus inicios, el grupo pensó que el individualismo capitalista era incompatible con la ética cristiana.
Aunque no comunista, el grupo reconoció la filosofía social de Karl Marx. Tillich simpatizaba con la teoría de la alienación de Marx del joven Marx, así como con su idea del materialismo histórico, pero se oponía a las interpretaciones rígidas del determinismo histórico que afirmaba que la victoria del socialismo era inevitable, como defendían muchos marxistas vulgares.
El libro de Tillich La decisión socialista se publicó a principios de la década de 1930, durante el ascenso del nazismo, y fue inmediatamente censurado por el régimen nazi. En el libro, Tillich caracterizó al nazismo como una forma de romanticismo político, que definió como un apego a un "mito de origen (que) visualiza los comienzos de la humanidad en figuras elementales y sobrehumanas de varios tipos" que él sostuvo. formó la base para la política de derecha en general. Tillich identificó tres mitos de origen básicos en la política romántica: sangre, suelo y grupo social. Argumentó que estos mitos de origen servían para legitimar las jerarquías sociales establecidas idealizando el pasado y promoviendo una visión cíclica de la historia que negaba la posibilidad de progreso y reforma: "el origen (mito) encarna la ley del movimiento cíclico: cualquier cosa que proceda de él debe volver a él. Dondequiera que el origen esté en control, nada nuevo puede suceder". También sostuvo que, si bien el romanticismo político podría ser crítico con el capitalismo y la sociedad industrial, la clase capitalista aún podría utilizarlo para promover sus intereses. Tillich describió con mayor precisión el nazismo como una forma de romanticismo revolucionario, que contrapuso al romanticismo conservador. Afirmó que mientras este último "defiende los residuos espirituales y sociales del vínculo de origen... y siempre que sea posible (busca) restaurar formas pasadas", el primero "trata de obtener una base para nuevos vínculos con el origen por un ataque devastador al sistema racional".
Tillich veía el liberalismo como entrelazado con el capitalismo, argumentando que otorgaba libertad a la clase capitalista sin liberar a las masas, y creyendo que tenía un papel clave en el desmantelamiento de los lazos sociales tradicionales, incluidos los religiosos, así como en el avance del colonialismo  y la esclavitud. Sin embargo, se mostró positivo sobre el individualismo, el racionalismo y el igualitarismo del liberalismo, y creía que era inseparable de la democracia, a pesar de las tensiones entre ambos. Consideró que la conexión entre el liberalismo y el capitalismo debía romperse para que se hicieran realidad las aspiraciones de libertad del liberalismo, y abogó por abrazar el socialismo democrático como alternativa.

## Obras populares
Dos de las obras de Tillich, The Courage to Be (1952) y Dynamics of Faith (1957), fueron leídas ampliamente, incluso por personas que normalmente no leen libros religiosos. En El coraje de ser, enumera tres ansiedades básicas: la ansiedad por nuestra finitud biológica, es decir, la que surge del conocimiento de que finalmente moriremos; ansiedad por nuestra finitud moral, ligada a la culpa; y ansiedad por nuestra finitud existencial, una sensación de falta de rumbo en la vida. Tillich los relacionó con tres épocas históricas diferentes: los primeros siglos de la era cristiana; La reformacion; y el siglo XX. Las obras populares de Tillich han influido tanto en la psicología como en la teología, habiendo influido en Rollo May, cuyo "The Courage to Create" se inspiró en "The Courage to Be".

## Recepción
Hoy en día, el legado más observable de Tillich bien puede ser el de un intelectual y maestro público espiritualmente orientado con un amplio y continuo rango de influencia. Los sermones de la capilla de Tillich (especialmente en Union) fueron recibidos con entusiasmo  (Tillich era conocido como el único miembro de la facultad de su época en Union dispuesto a asistir a los avivamientos de Billy Graham). Los estudiantes de Tillich han comentado sobre la accesibilidad de Tillich como disertante y su necesidad de interacción con su audiencia. Cuando Tillich era profesor universitario en Harvard, fue elegido como orador principal entre una auspiciosa reunión de muchos que habían aparecido en la portada de Time Magazine durante sus primeras cuatro décadas. Tillich junto con su alumno, el psicólogo Rollo May, fue uno de los primeros líderes en el Instituto Esalen. Frases contemporáneas de la Nueva Era que describen a Dios (espacialmente) como la "Base del Ser" y (temporalmente) como el "Eterno Ahora", junto con la opinión de que Dios no es una entidad entre entidades, sino que es "Ser en sí mismo", nociones que Eckhart Tolle, por ejemplo, ha invocado repetidamente a lo largo de su carrera.—fueron renovadas paradigmáticamente por Tillich, aunque por supuesto estas ideas derivan de fuentes místicas cristianas así como de teólogos antiguos y medievales como Agustín de Hipona y Tomás de Aquino.
El curso de introducción a la filosofía impartido por la persona que Tillich consideraba su mejor alumno, John Edwin Smith, "probablemente hizo que más estudiantes universitarios se dedicaran al estudio de la filosofía en Yale que todos los demás cursos de filosofía juntos. Sus cursos de filosofía de La religión y la filosofía estadounidense definieron esos campos durante muchos años. Quizás lo más importante de todo es que ha educado a una generación más joven sobre la importancia de la vida pública en la filosofía y sobre cómo practicar la filosofía públicamente". En las décadas de 1980 y 1990, el Instituto de Filosofía y Religión de la Universidad de Boston, un foro líder dedicado al renacimiento de la tradición pública estadounidense de filosofía y religión, floreció bajo el liderazgo del estudiante y expositor de Tillich, Leroy S. Rouner. Una consideración de las propias experiencias traumáticas de Tillich como capellán en servicio activo durante la Primera Guerra Mundial ha llevado recientemente a algunos a ver su teología como "postraumática". El libro Post-Traumatic God: How the Church Cares for People Who Have Been to Hell and Back explora las experiencias y la teología de Tillich para ofrecer a las personas afligidas por el estrés postraumático una comprensión de Dios destinada a ayudarlas a sanar.

### Críticas
El discípulo de Martin Buber Malcolm Diamond afirma que el enfoque de Tillich indica una posición "transteísta que Buber busca evitar", reduciendo a Dios al "ser necesario" impersonal de Tomás de Aquino.
Tillich ha sido criticado desde el ala barthiana del protestantismo por lo que se alega que es la tendencia de la teoría de la correlación de reducir a Dios y su relación con el hombre a términos antropocéntricos. Tillich responde que el enfoque de la teología de Barth niega la "posibilidad de comprender la relación de Dios con el hombre de otra manera que no sea heterónoma o extrínsecamente".  Los defensores de Tillich afirman que los críticos malinterpretan la distinción que hace Tillich entre la esencia de Dios como el "Fundamento del Ser" incondicional ("das unbedingte"), que es incognoscible, y cómo Dios se revela a la humanidad en existencia.  Tillich establece la distinción en el primer capítulo de su Teología Sistemática Volumen Uno: "Pero aunque Dios en su naturaleza abismal [footnote: 'Calvin: in his essence'  ] de ninguna manera depende del hombre, Dios en su auto-manifestación al hombre depende de la forma en que el hombre recibe su manifestación".
Algunas corrientes conservadoras del cristianismo evangélico creen que el pensamiento de Tillich es demasiado poco ortodoxo para calificar como cristianismo en absoluto, sino más bien como una forma de panteísmo o ateísmo. El Diccionario Evangélico de Teología afirma: "En el mejor de los casos, Tillich era panteísta, pero su pensamiento bordea el ateísmo". Los defensores de Tillich contrarrestan tales afirmaciones señalando articulaciones monoteístas claras, desde un punto de vista cristiano clásico, de la relación entre Dios y el hombre, como su descripción de la experiencia de la gracia en su sermón "Eres aceptado".

## Trabajos

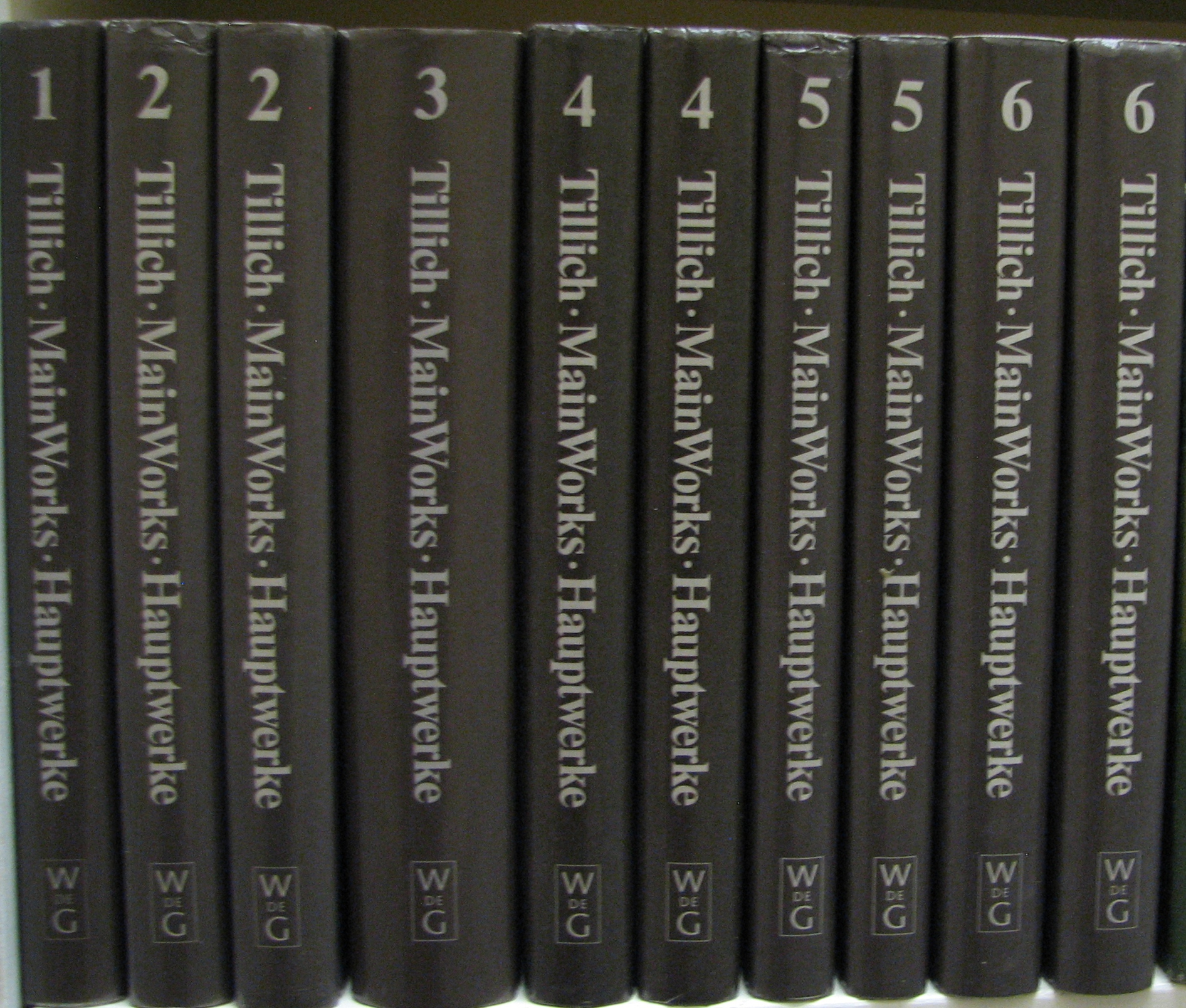
Una colección de Main Works - Hauptwerke de Paul Tillich.

- Tillich, Paul (1912), Mysticism and Guilt-Consciousness in Schelling's Philosophical Development, Bucknell University Press (publicado el 1974), ISBN 978-0-83871493-5.
- ——— (1956) [1925, Die religiöse Lage der Gegenwart; Holt 1932], The Religious Situation, Meridian Press, archivado desde el original el 26 de noviembre de 2005..
- ——— (c. 1977) [1933, Die Sozialistische Entscheidung; Alfred Protte, Potsdam 1933; new edition: Medusa, Berlin, 1980], The Socialist Decision, New York: Harper & Row..
- ——— (1936), The Interpretation of History, archivado desde el original el 26 de noviembre de 2005..
- ——— (1948), The Protestant Era, The University of Chicago Press, archivado desde el original el 26 de noviembre de 2005..
- ——— (1948), The Shaking of the Foundations (sermon collection), Charles Scribner's Sons, archivado desde el original el 26 de noviembre de 2005..
- ——— (1951–1963). Systematic Theology (in 3 volumes). Chicago, IL: University of Chicago Press.
  - ——— (1951), Systematic Theology 1, ISBN 978-0-22680337-1..
  - ——— (1957a), Systematic Theology, 2: Existence and the Christ, ISBN 978-0-22680338-8..
  - ——— (1963), Systematic Theology, 3: Life and the Spirit: History and the Kingdom of God, ISBN 978-0-22680339-5.
- ——— (1952), The Courage to Be, Yale University Press, ISBN 978-0-30017002-3..
- ——— (1954), Love, Power, and Justice: Ontological Analysis and Ethical Applications, Oxford University Press, ISBN 978-0-19500222-5.
- ——— (1955), Biblical Religion and the Search for Ultimate Reality, University Of Chicago Press, ISBN 978-0-22680341-8.
- ——— (2006) [1955, Charles Scribner's Sons], The New Being (sermon collection), introd. by Mary Ann Stenger, Bison Press, ISBN 978-0-80329458-5., Religion online.
- ——— (1957b), Dynamics of Faith, Harper & Row, ISBN 978-0-06203146-4.
- ——— (1959), Theology of Culture, Oxford University Press, ISBN 978-0-19976353-5.
- ——— (1963), Christianity and the Encounter of the World Religions, Columbia University Press, archivado desde el original el 26 de noviembre de 2005..
- ——— (1995) [1963, Harper & Row], Morality and Beyond, Westminster John Knox Press, ISBN 978-0-664-25564-0..
- ——— (2003) [1963, Charles Scribner's Sons], The Eternal Now (university sermons 1955–63), SCM Press, ISBN 0-334-02875-2, archivado desde el original el 26 de noviembre de 2005..
- ——— (1965),  Brown, D. Mackenzie, ed., Ultimate Concern: Tillich in Dialogue, Harper & Row, archivado desde el original el 26 de noviembre de 2005..
- ——— (1966). The Future of Religions. New York: Charles Scribner's.
  - ——— (1976) [1966],  Brauer, Jerald C., ed., The Future of Religions (posthumous; includes autobiographical chapter), Harper & Row, ISBN 0060682477..
- ——— (1966). On the Boundary. New York: Charles Scribner's. (requiere registro).
- ——— (1984) [1967],  Anshen, Ruth Nanda, ed., My Search for Absolutes (posthumous; includes autobiographical chapter), Simon & Schuster, ISBN 0-671-50585-8, archivado desde el original el 26 de noviembre de 2005.
- ——— (1969).  Adams, James Luther, ed. What Is Religion?. New York: Harper & Row.
- ——— (1970),  Brauer, J.C, ed., My Travel Diary 1936: Between Two Worlds, Harper & Row, archivado desde el original el 22 de junio de 2006..
- ——— (1972),  Braaten, Carl Edward, ed., A History of Christian Thought: From its Judaic and Hellenistic Origins to Existentialism, Simon & Schuster, ISBN 978-0-67121426-5. (edited from his lectures and published posthumously).
  - A History of Christian Thought (1968), Harper & Row,  contains the first part of the two part 1972 edition (comprising the 38 New York lectures).
- ——— (1981) [German, 1923], The System of the Sciences According to Objects and Methods, Paul Wiebe transl., London: Bucknell University Press, ISBN 978-0-83875013-1..
- ——— (1999),  Church, F. Forrester, ed., The Essential Tillich (anthology), U. of Chicago Press, ISBN 978-0-22680343-2.
- ——— (1981),  Lee, Paul, ed., The Meaning of Health (Book), North Atlantic Books, ISBN 9780913028872.

## Otras lecturas
- Adams, James Lutero. 1965. Filosofía de la cultura, la ciencia y la religión de Paul Tillich. Nueva York: Prensa de la Universidad de Nueva York
- Armbruster, Carl J. 1967. La visión de Paul Tillich. Nueva York: Sheed and Ward
- Breisach, Ernst. 1962. Introducción al Existencialismo Moderno. Nueva York: Grove Press
- Bruns, Katja (2011), «Anthropologie zwischen Theologie und Naturwissenschaft bei Paul Tillich und Kurt Goldstein. Historische Grundlagen und systematische Perspektiven», Kontexte. Neue Beiträge zur historischen und systematischen Theologie (en alemán) (Goettingen: Ruprecht) 41, ISBN 978-3-7675-7143-3..
- Bulman, Raymond F. y Frederick J. Parrella, eds. 1994. Paul Tillich: Una nueva evaluación católica. Collegeville: The Liturgical Press
- Carey, Patrick W. y Lienhard, Joseph. 2002. "Diccionario biográfico de teólogos cristianos". Misa: Hendrickson
- Chul-Ho Youn, La relación de Dios con el mundo y la existencia humana en las teologías de Paul Tillich y John B. Cobb, Jr (1990)
- Dourley, John P. 2008. Paul Tillich, Carl Jung y la recuperación de la religión. Londres: Routledge
- Ford, Lewis S. 1966. "Tillich y Thomas: La analogía del ser". Journal of Religion 46:2 (abril)
- Freeman, David H. 1962. Tillich. Filadelfia: Presbyterian and Reformed Publishing Co.
- Gilkey, Langdon. 1990. Gilkey sobre Tillich. Nueva York: encrucijada
- Grenz, Stanley y Olson, Roger E. 1997. Teología del siglo XX Dios y el mundo en una era de transición
- Hamilton, Kenneth. 1963. El Sistema y el Evangelio: Una Crítica de Paul Tillich. Nueva York: Macmillan
- Hammond, Guyton B. 1965. Extrañamiento: Una Comparación del Pensamiento de Paul Tillich y Erich Fromm. Nashville: Prensa de la Universidad de Vanderbilt.
- Hegel, G. W. F. 1967. La fenomenología de la mente, trad. con introducción J. B. Baillie, Introducción a Torchbook. por George Lichtheim. Nueva York: Harper Torchbooks
- Gancho, Sidney, ed. 1961 Experiencia y verdad religiosas: un simposio (Nueva York: New York University Press)
- Hopper, David. 1968. Tillich: un retrato teológico. Filadelfia: Lippincott
- Howlett, Duncan. 1964. La Cuarta Fe Americana. Nueva York: Harper & Row
- Keefe, Donald J., SJ 1971. El tomismo y la teología ontológica de Paul Tillich. Leiden: E. J. Rodaballo
- Kelsey, David H. 1967 La estructura de la teología de Paul Tillich. New Haven: Prensa de la Universidad de Yale
- MacIntyre, Alasdair. 1963. "Dios y los teólogos", Encuentro 21:3 (septiembre)
- Martín, Bernardo. 1963. La teología existencialista de Paul Tillich. New Haven: Prensa universitaria y universitaria
- Marx, Carlos. Dakota del Norte. Capital. ed. Federico Engels. trans. de la 3ª ed. alemana. de Samuel Moore y Edward Aveling. Nueva York: la biblioteca moderna
- Mayo, Rollo. 1973. Paulus: Reminiscencias de una amistad. Nueva York: Harper & Row
- Modras, Ronald. 1976. Teología de la Iglesia de Paul Tillich: una evaluación católica. Detroit: Prensa de la Universidad Estatal de Wayne, 1976.
- O'Meara, Thomas F., OP y Donald M. Weisser, OP, eds. 1969. Paul Tillich en el pensamiento católico. Garden City: Image Books
- Palmer, Michael. 1984. Filosofía del arte de Paul Tillich. Nueva York: Walter de Gruyter
- Re Manning, Russell, ed. 2009. El compañero de Cambridge de Paul Tillich. Cambridge: Prensa de la Universidad de Cambridge
- Re Manning, Russell, ed. 2015. Recuperando el Radical Tillich. Su legado e importancia contemporánea. Nueva York: Palgrave Macmillan
- Rowe, William L. 1968. Símbolos religiosos y Dios: un estudio filosófico de la teología de Tillich. Chicago: Prensa de la Universidad de Chicago
- Scharlemann, Robert P. 1969. Reflexión y Duda en el Pensamiento de Paul Tillich. New Haven: Prensa de la Universidad de Yale
- Schweitzer, Alberto. 1961. La búsqueda del Jesús histórico, trad. W. Montgomery. Nueva York: Macmillan
- Soper, David Wesley. 1952. Voces principales en la teología estadounidense: seis líderes contemporáneos Filadelfia: Westminster
- Tavard, George H. 1962. Paul Tillich y el mensaje cristiano. Nueva York: Hijos de Charles Scribner
- Tillich, Hannah. 1973. De vez en cuando. Nueva York: Stein y Day
- Vîrtop Sorin-Avram: “Integrating the symbol approach in education” en Actas de la Conferencia 2, Enfoques Económicos, Sociales y Administrativos para la organización basada en el conocimiento, “Nicolae Bălcescu” Land Forces Academy Publishing House, Sibiu, Rumania, 2013.   ISSN 1843-6722 pp. 454–459, https://www.researchgate.net/publication/318724749_1_Virtop_Sorin-Avram_Integrating_the_symbol_approach_in_education_in_Conference_Procedings_2_Economic_Social_and_Administrative_Approaches_to_the_knowledge_based_organisation_Nicolae_Balcescu_Land_Forces
- Tucker, Roberto. 1961. Filosofía y Mito en Karl Marx. Cambridge: Prensa de la Universidad de Cambridge
- Wheat, Leonard F. 1970. El humanismo dialéctico de Paul Tillich: Desenmascarando al Dios por encima de Dios. Baltimore: The Johns Hopkins Press
- Woodson, Hue. 2018. Teologías heideggerianas: las huellas de John Macquarrie, Rudolf Bultmann, Paul Tillich y Karl Rahner. Eugene: Wipf y Stock